# Unione Sportiva Russi 1932-1933
Questa pagina raccoglie i dati riguardanti l'Unione Sportiva Russi nelle competizioni ufficiali della stagione 1932-1933.

## Rosa
| N. |                   | Ruolo | Calciatore           |  |
| -- | ----------------- | ----- | -------------------- |  |
|    | Italia (bandiera) | P     | Jader Badessi        |  |
|    | Italia (bandiera) | C     | Giuseppe Bedeschi    |  |
|    | Italia (bandiera) | D     | Brunetti             |  |
|    | Italia (bandiera) | C     | Luigi Bruni          |  |
|    | Italia (bandiera) | C     | Giacomo Cignani      |  |
|    | Italia (bandiera) | A     | Cotignola            |  |
|    | Italia (bandiera) | A     | Dapporto             |  |
|    | Italia (bandiera) | P     | Grisanti             |  |
|    | Italia (bandiera) | C     | Ettore Mazzotti (II) |  |

| N. |                   | Ruolo | Calciatore       |
| -- | ----------------- | ----- | ---------------- |
|    | Italia (bandiera) | A     | Mazzotti (I)     |
|    | Italia (bandiera) | C     | Amos Melandri    |
|    | Italia (bandiera) | A     | Ubaldo Minardi   |
|    | Italia (bandiera) | P     | Elio Pizzoccheri |
|    | Italia (bandiera) | D     | Randi            |
|    | Italia (bandiera) | D     | Secondo Ricci    |
|    | Italia (bandiera) | C     | Alberto Savigni  |
|    | Italia (bandiera) | C     | Arturo Turchetti |